# 石奋
石奋（？—前124年），西汉大臣，赵国人。

## 生平
石奋随刘邦东击项羽，侍奉刘邦。姐姐石氏是刘邦的妃嫔。汉文帝时，石奋任太中大夫，後任太子太傅。汉景帝时代为九卿、诸侯國相。汉景帝末年，归老于家。

### 家庭
石奋自己為人恭谨，举朝不及，遵守禮法，其一家家教严谨，謙恭有禮，石奋自己與他的四個兒子石建、石某甲（名不詳）、石某乙（名不詳）、石庆，俸祿都是二千石，共計「一萬石」，所以号称万石君。
後晉石敬瑭自稱是他的後裔。

## 延伸阅读
[在维基数据编辑]
 《史記/卷103》，出自司馬遷《史記》
 《漢書/卷046》，出自班固《漢書》